# 萊弗隆
萊弗隆是瑞士的城鎮，位於該國西部，由弗里堡州負責管轄，處於沃韋以北16公里，面積9.58平方公里，海拔高度813米，2011年人口1,041，人口密度每平方公里109人。

## 外部連結
- Official website （页面存档备份，存于） （法文）